# Eveliina Särkelä
Maria Eveliina Särkelä, född 19 januari 1847 i Vasa, död 8 februari 1939 i Helsingfors, var en finländsk skulptör.
Särkelä genomgick Robert Wilhelm Ekmans ritskola i Åbo 1864–1866 och var Walter Runebergs elev 1873. 1873–1874 och 1876–1878 studerade hon i Köpenhamn under August Saabyes och Vilhelm Bissens ledning. Hennes första mera uppmärksammade arbete, Smultronflickan, tillkom 1878. Hon utförde också några Kalevalainspirerade arbeten. Under 1880-talet verkade hon som porträttör. Särkeläs verk, som i huvudsak bevarats endast i gipsversion, karakteriseras av en mjuk realism och en känslig tolkning av modellen.
Särkelä har ofta betecknats som Finlands första kvinnliga skulptör. I motsats till hennes två år äldre kollega Alina Forsman, som debuterade tre år före Särkelä, avstod Särkelä från att flytta utomlands och försökte, delvis på Fredrik Cygnæus uppmaning, livnära sig på sitt konstnärskap i hemlandet. Detta visade sig i alla fall svårt och i början av 1890-talet avstod hon från skulpturen och livnärde sig på att ge teckningslektioner och arbeta som fotograf. 1927 tilldelades hon en statlig konstnärspension.

## Galleri

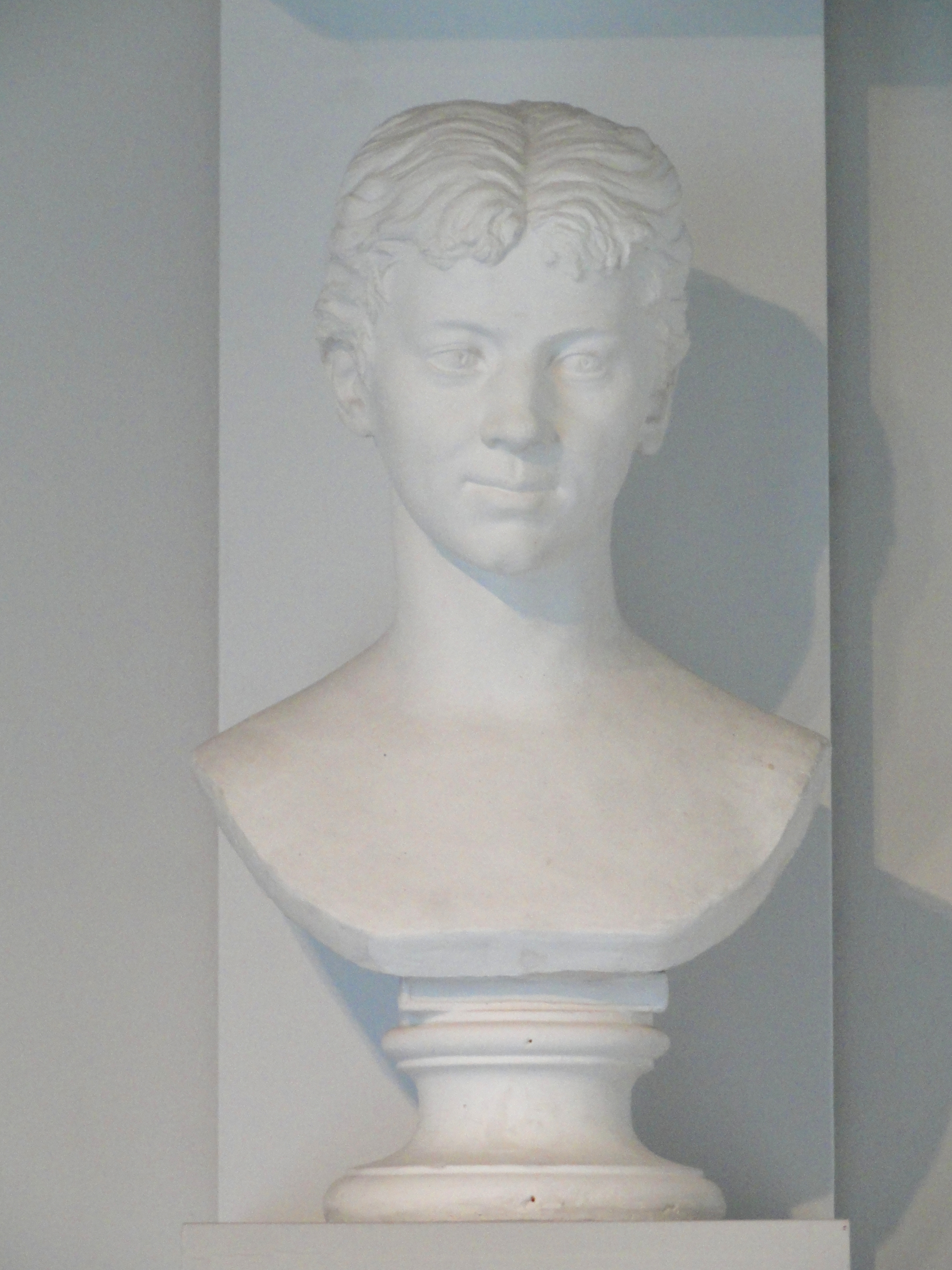
Byst av Alma Fohström, 1878
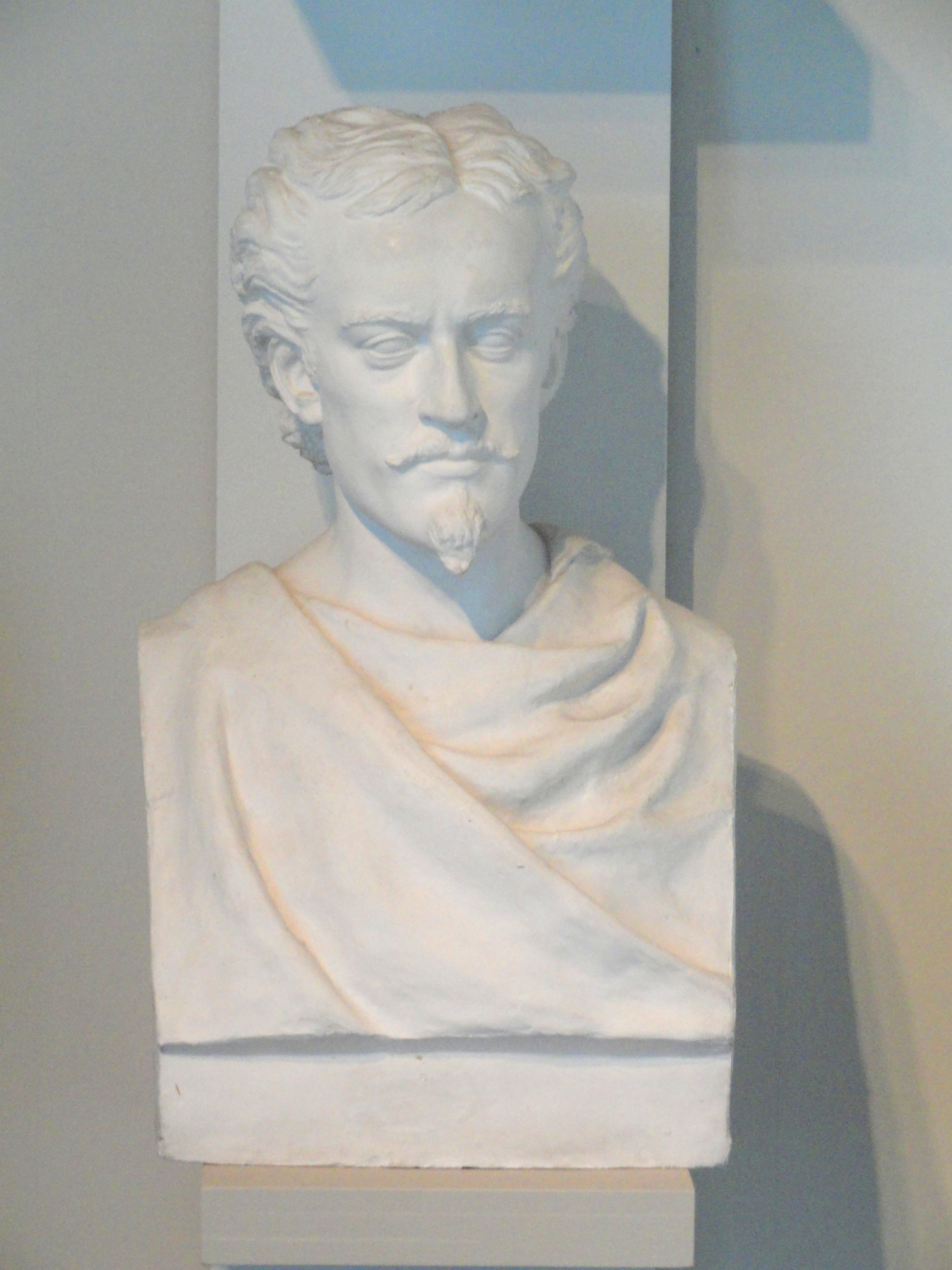
Byst av Bruno Holm, 1879